# Rawa Rawa Ruska
Rawa Rawa Ruska (ukr. Футбольний клуб «Рава» Рава-Руська, Futbolnyj Kłub "Rawa" Rawa Ruśka) – ukraiński klub piłkarski z siedzibą w Rawie Ruskiej.

## Historia
Chronologia nazw:
- ???—2001: ???
- 2001—2008: Rawa Rawa Ruska (ukr. «Рава» Рава-Руська)
- 2009—2012: Łokomotyw Rawa Ruska (ukr. «Локомотив» Рава-Руська)
- 2012—...: Rawa Rawa Ruska (ukr. «Рава» Рава-Руська)

Klub piłkarski Rawa w Rawie Ruskiej został założony w 2001. Chociaż już wcześniej miejscowa piłkarska drużyna występowała w amatorskich rozgrywkach mistrzostw obwodu lwowskiego.
Klub również występował w rozgrywkach Mistrzostw Stowarzyszenia Ukraińskiego Futbolu Amatorskiego.
W 2003 klub zgłosił się do rozgrywek w Drugiej Lidze. W pierwszym że sezonie 2003/04 zajął trzecie miejsce w swojej grupie. W następnym sezonie 2004/05 został mistrzem w swojej grupie, ale odmówił awansu do Pierwszej Lihi na korzyść drugiego Enerhetyka Bursztyn. W sezonie 2005/06 klub ponownie zajął trzecie miejsce. Po zakończeniu sezonu kierownictwo klubu z przyczyn finansowych rezygnuje z dalszych występów w lidze profesjonalnej i dalej występował w rozgrywkach amatorskich.
W 2007 klub doszedł do półfinału Pucharu Stowarzyszenia Ukraińskiego Futbolu Amatorskiego.
Również amatorska drużyna dalej występuje w rozgrywkach mistrzostw obwodu lwowskiego. W 2007 zdobyła mistrzostwo obwodu.
W końcu 2008 drużyna została mistrzem obwodu lwowskiego, ale z przyczyn finansowych została rozformowana. Na początku 2009 została założona nowa drużyna Łokomotyw. Latem 2012 została przywrócona nazwa Rawa.

## Sukcesy
- mistrz Drugiej Ligi: 2004/2005
- mistrz obwodu lwowskiego: 2007, 2008